# La Punaise
Pour les articles homonymes, voir Punaise.

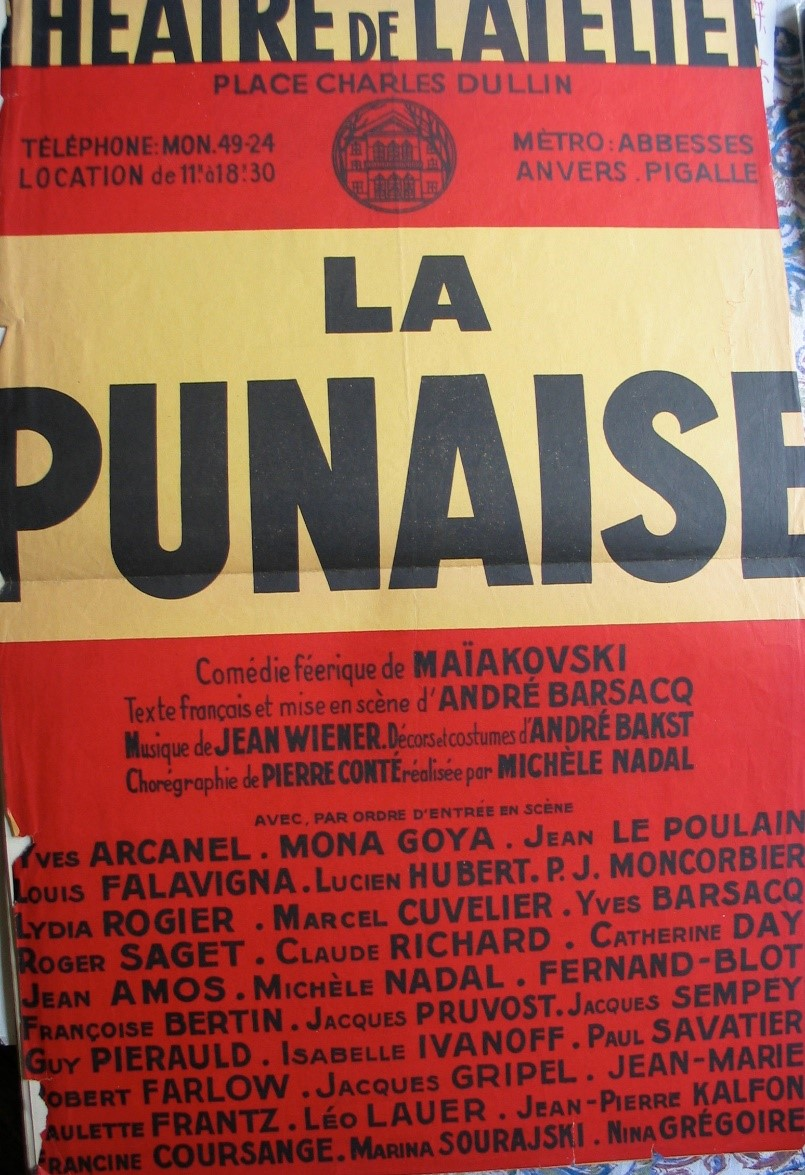
Affiche de La Punaise de Maïakovski au Théâtre de l’Atelier (1959).

La Punaise (en russe : Клоп) est une pièce de théâtre en cinq actes et neuf tableaux écrite par Vladimir Maïakovski en 1928 accompagnée d'une partition musicale de Dmitri Chostakovitch.

## Genèse de l'œuvre
Maïakovski écrit La Punaise d'octobre à décembre 1928 lors d’un voyage effectué à Berlin et à Paris.
À l'instar de beaucoup de romans de cette époque — comme ceux d'Ilya Ehrenbourg — La Punaise exprime le climat de la NEP, la Nouvelle politique économique.

## L'œuvre
La Punaise, écrite dans la mouvance de la Fabrique de l'acteur excentrique pétersbourgeoise, est une comédie satirique, éloignée du théâtre conventionnel dénoncé par Maïakovski, qui se moque de l'univers des petits-bourgeois et, indirectement, des dérives de la NEP.

### Partition musicale
La musique de scène a été écrite par Dmitri Chostakovitch en janvier et février 1929. La partition musicale se compose de deux flûtes, deux clarinettes en B, un cor, deux trompettes, un trombone, un tuba, deux saxophones soprano, un bugle, une basse, un baryton (B), un bugle élevé (E), un triangle, une caisse claire, un tom, une cymbale, une grosse caisse, un flexatone, une balalaïka, une guitare, des violons, des altos, des violoncelles, des contrebasses et, sur scène, deux accordéons.

### La première
La première représentation de l'œuvre eut lieu à Moscou au théâtre Meyerhold le 13 février 1929, mise en scène par Vsevolod Meyerhold et décors de Koukryniksy et d'Alexandre Rodtchenko.

## Résumé
Prissipkine, un ouvrier ancien membre du Parti, lassé des privations encourues par la guerre civile, s'évertue de découvrir les charmes de la vie bourgeoise. Il modifie son nom en Pierre Skripkine, délaisse ses camarades ainsi que sa fiancée Zoïa Berezkine pour se marier avec Elzévire Davidovna Renaissance, la fille d’un coiffeur. Mais le repas de noces se transforme en tragédie, un incendie s'étant déclaré à la suite d'une bagarre entre les convives. Tous les invités meurent, le salon de coiffure où se déroulait la fête est complètement détruit et Prissipkine se retrouve congelé dans un bloc de glace, l'eau projetée par les lances des pompiers ayant rapidement gelé.
Cinquante ans plus tard, lors de travaux urbains, le corps de Prissipkine est découvert. À cette époque, des robots prennent toutes les décisions et, après débats entre eux, ils votent la résurrection de Prissipkine. Le 12 mai 1979, il est ranimé et se retrouve dans un monde complètement transformé et qu'il ne reconnaît plus. Ainsi, aux branches d'arbres artificiels pendent des assiettes de mandarines.
Son seul souvenir du passé est sa grossièreté et une punaise qui, accrochée dans son cou, l'a accompagné pendant son séjour dans la glace. L'insecte fera la fierté du jardin zoologique de la ville. Prissipkine apporte avec lui une multitude de maladies et de fléaux comme le mal d'amour, la danse ou encore la musique. Incapable de s’adapter à ce monde étrange, il désire être recongelé. Mais, enfermé dans une cage aux côtés de la punaise, il est exposé comme étant une « espèce rarissime de petit-bourgeois vulgaris ».

## Les personnages
Description des personnages donnée par Maïakovski :
- Prissikine, Pierre Skipkine, ex-ouvrier, ex-membre du Parti, à présent fiancé[2]
- Zoïa Berezkine, ouvrière
- Famille Renaissance
  - Elzévire Davidovna, fiancée, manucure, caissière du salon de coiffure
  - Rosalie Pavlovna, mère d'Elzévire, coiffeuse
  - David Ossipovitch, père d'Elzévire, coiffeur
- Oleg Bayan, autodidacte, ancien propriétaire
- Un milicien, un professeur, un directeur de zoo, un capitaine de pompier, les pompiers, un témoin, un reporter, des ouvriers, le président du soviet de la ville, un orateur, des étudiants, un maître de cérémonie, le présidium du soviet de la ville, des chasseurs, des enfants, des vieux

## Le ballet
Un ballet basé sur la pièce de Vladimir Maïakovski, également appelé La Punaise (ru), sur un livret et une chorégraphie de Leonid Jacobson, a été créé en 1962 au théâtre Mariinsky. La première eut lieu le 24 juin 1962 et la dernière représentation le 26 mai 1965.